# 希腊正教会圣索菲亚主教座堂
51°30′44.9″N 0°11′29.3″W / 51.512472°N 0.191472°W
圣索菲亚主教座堂（Saint Sophia Cathedral）是一个希腊正教会的主教座堂，位于英国伦敦贝斯沃特区莫斯科路。
该堂由科孚总主教安东尼奥斯祝圣于1882年2月5日，服务于在伦敦定居的繁荣的希腊社区，特别集中在帕丁顿、贝斯沃特和诺丁山，耗资5万英镑。第一次礼拜是在1879年6月1日举行，距离奠基仪式仅有18个月。圣索菲亚堂为拜占庭复兴风格，由建筑师约翰·斯科特设计。斯科特曾负责设计多个著名英国教堂。
1922年，希腊普世牧首选择圣索菲亚堂作为希腊正教推雅推喇暨大不列颠总教区的主教座堂。在第二次世界大战期间，伦敦成为希腊流亡政府驻地，圣索菲亚堂因此成为了希腊的国家教堂。它在闪电战期间被轰炸，随后被修复。

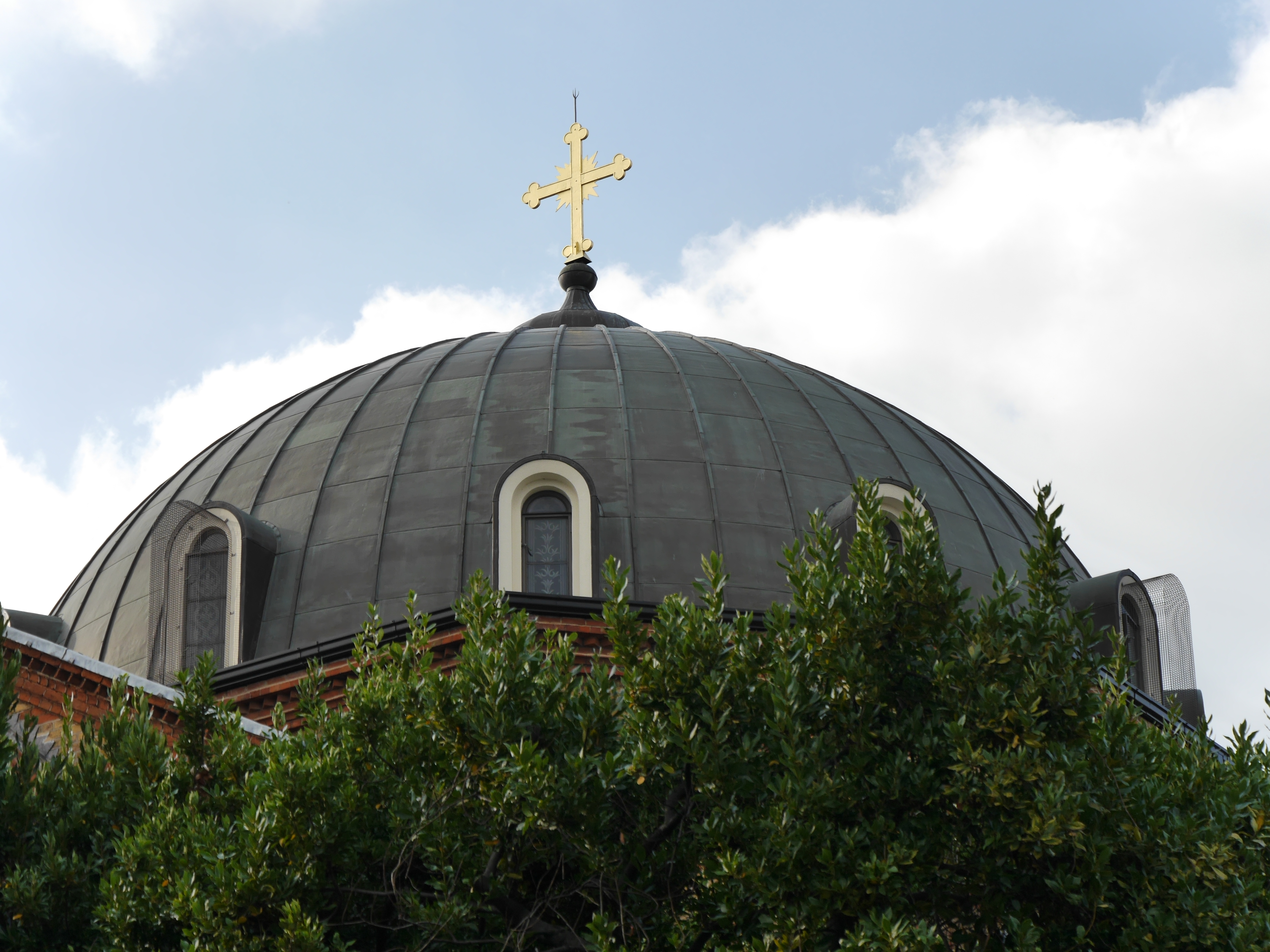

2006年，在教堂的地下室开设一个小型博物馆，展示19世纪伦敦的希腊社区捐赠给主教座堂的珍宝。
今天，该堂还主办希腊和弦唱诗班、拜占庭音乐，和学习希腊的历史和语言，教授希腊舞蹈课的学校。

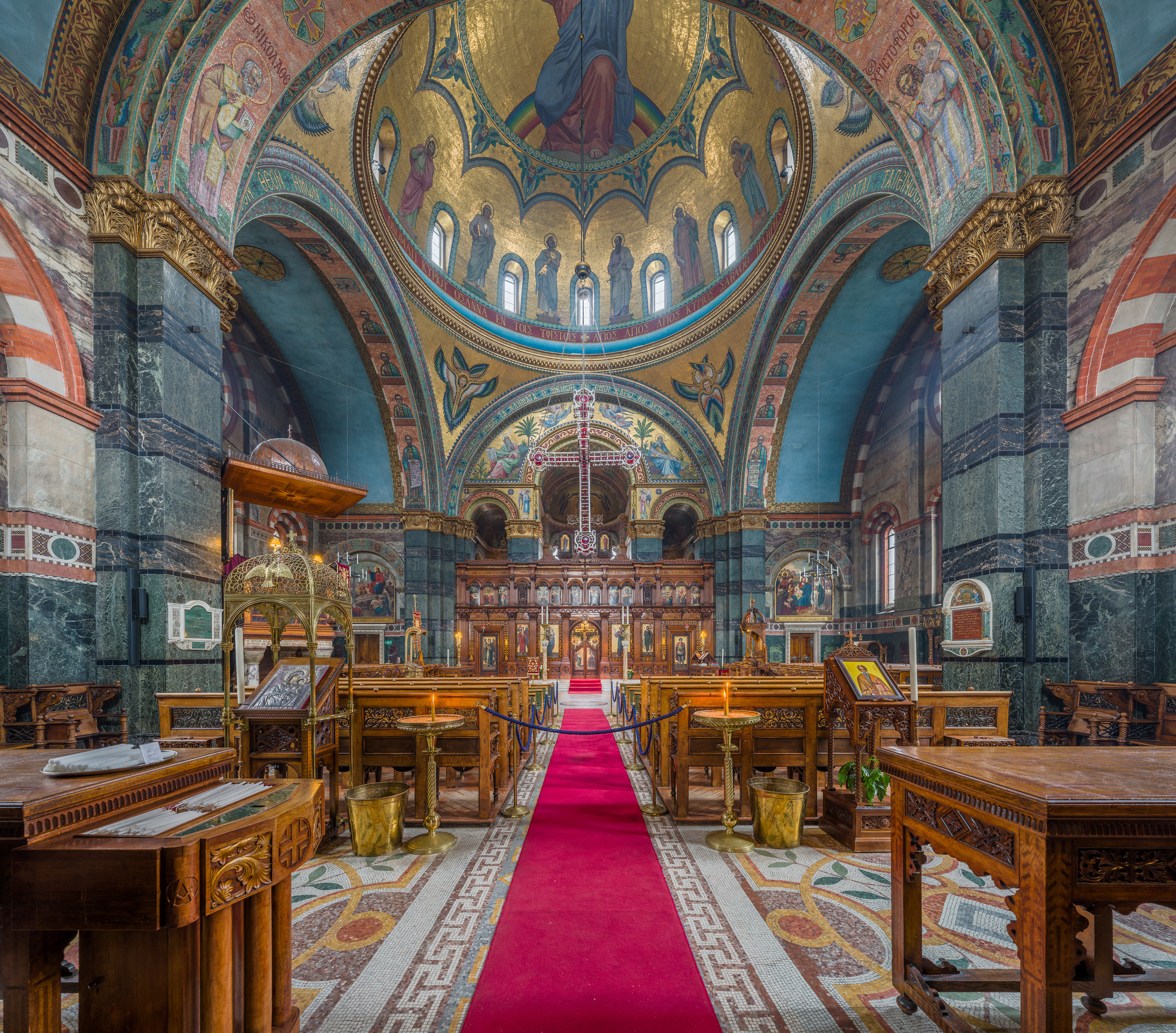
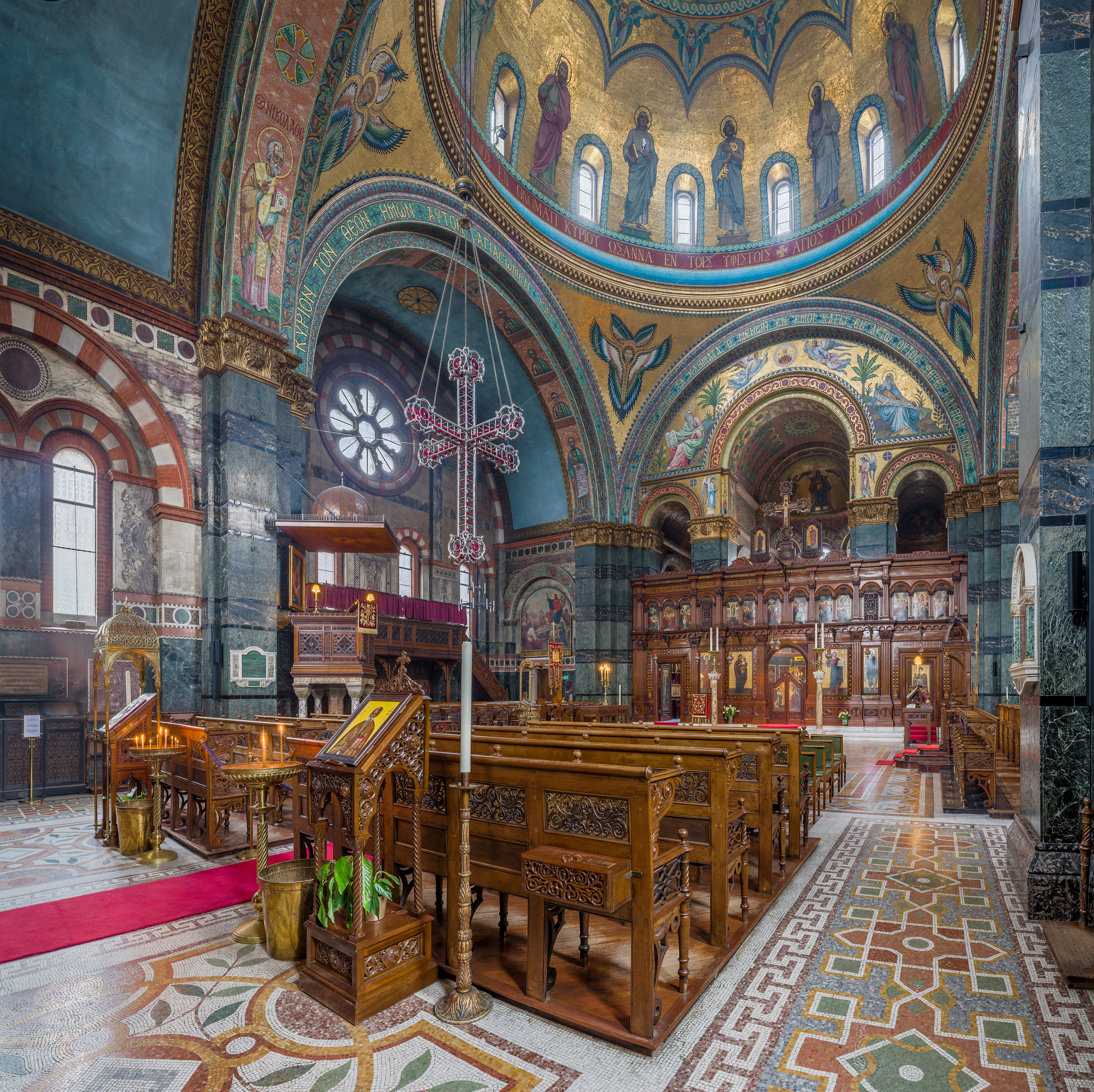
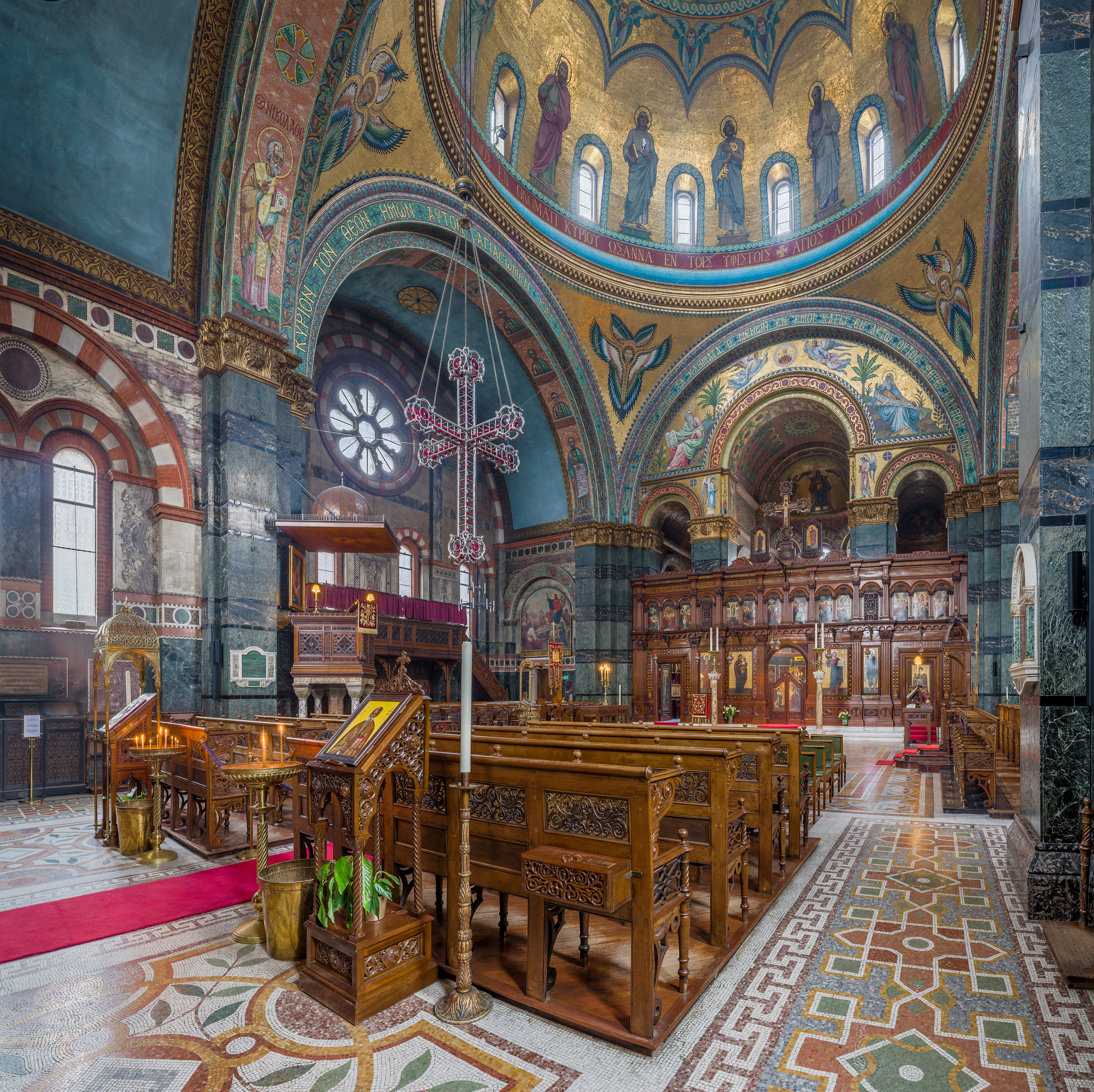
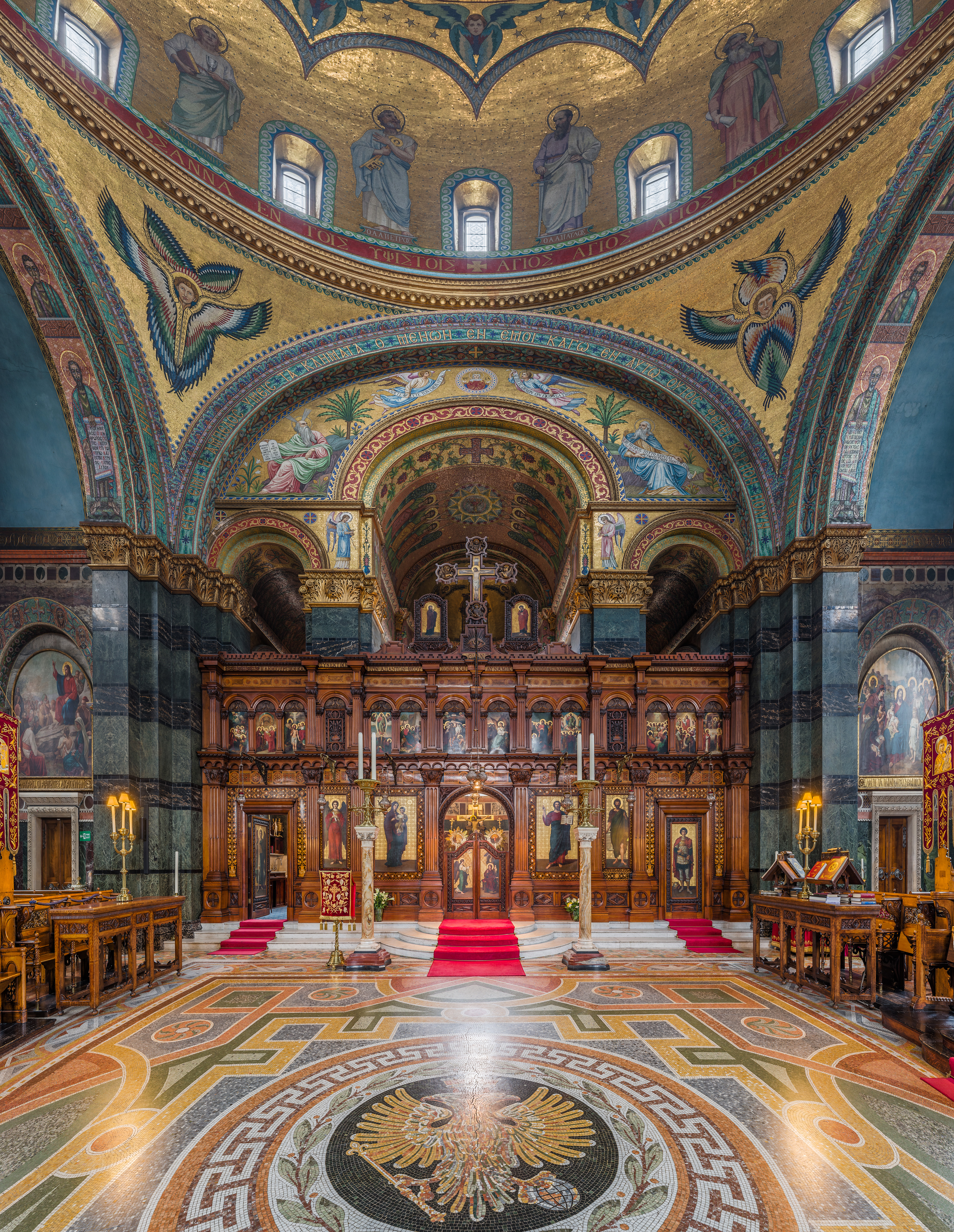